# Joseph Friedrich Bergmann
Joseph Friedrich Bergmann (* 23. November 1849 in Wiesbaden; † 22. August 1917 in Königstein) war ein deutscher Verleger insbesondere für medizinische Literatur (Verlag J. F. Bergmann in Wiesbaden). Bergmann gründete seinen Verlag 1878, wobei er die Medizin-Sparte von seinem väterlichen Freund Christian Wilhelm Kreidel sowie nach dessen Tod 1890 auch den Restverlag von Kreidel mit den Sparten Naturwissenschaft und Technik (darunter der Zeitschrift für analytische Chemie) übernahm und sie unter dessen Namen weiterführte.
1914 nahm er seinen Neffen Wilhelm Geck als Teilhaber auf und zog sich krankheitsbedingt zurück. Vorher vereinbarte er mit seinem Freund Fritz Springer, dass der Springer-Verlag nach seinem Tod seine Anteile am Verlag übernahm (und 1923 übernahmen sie auch die Anteile von Geck). Da Bergmann ein sehr umfangreiches und angesehenes Medizin-Programm hatte, war das der Beginn des entsprechenden Schwerpunkts bei Springer. 1920 wurde der Verlagssitz von Wiesbaden nach München verlegt. Es bestand als Imprint des Springer Verlags noch bis 1989 weiter.
Von Kreidel übernahm er das Archiv für Augen- und Ohrenheilkunde, das er bald darauf teilte in Archiv für Augenheilkunde und Zeitschrift für Ohrenheilkunde. 1882 zog er die Berichte des Kongresses für innere Medizin, der jährlich in Wiesbaden tagte, an den Verlag. Das schaffte ihm viele Kontakte zu Medizinern, insbesondere Internisten. Ein Bestseller des Verlags wurde das Taschenbuch der medizinisch-klinischen Diagnostik von Otto Seifert und Friedrich Müller, zuerst 1886 erschienen. Ab 1892 erschienen die Ergebnis-Reihen über verschiedene Bereiche der Medizin.